# Торито
Торито (итал. Toritto) је насеље у Италији у округу Бари, региону Апулија.
Према процени из 2011. у насељу је живело 8060 становника. Насеље се налази на надморској висини од 237 м.

## Становништво
Према резултатима пописа становништва 2011. у општини је живело 8.551 становника.
| 1931. | 1936. | 1951. | 1961. | 1971. | 1981. | 1991. | 2001. | 2011. |
| ----- | ----- | ----- | ----- | ----- | ----- | ----- | ----- | ----- |
| 6.533 | 7.037 | 8.524 | 8.005 | 7.230 | 7.538 | 8.331 | 8.916 | 8.551 |